# Porzecze (Darłowo)
Porzecze (deutsch Preetz) ist ein Dorf in Polen. Es gehört zur Landgemeinde Darłowo (Rügenwalde) im Powiat Sławieński (Schlawe) der Woiwodschaft Westpommern.

## Geographische Lage
Das langgezogene Straßendorf Porzecze liegt neun Kilometer südlich der Ostseestadt Darłowo (Rügenwalde) und ca. fünf Kilometer Luftlinie vom Meer entfernt in Hinterpommern.

## Ortsname
Der Name des Dorfes dürfte slawischen Ursprungs sein. Er ist auf „Krebs“ oder „Sand“ zu deuten, könnte auch von pri reke (= „am Fluss“, „am Wasser“) abgeleitet werden, liegt doch der Ort im Tal der Grabowa (Grabow). Frühere Namensformen sind Porez oder Poretz.

## Geschichte

Karte von See Suckow und Umgebung, darunter Preetz, um 1775

Das heutige Porzecze ist ein alter Siedlungsgrund. Darauf weisen Grabungsfunde aus der Stein-, Bronze- und Eisenzeit hin. Im Norden des Dorfes befand sich ein großes Gräberfeld, das allerdings beim Chausseebau 1883 vernichtet wurde. Einige Urnen beherbergt noch heute das Heimatmuseum in Darłowo.
Nach den Funden haben um 500 v. Chr. bei Preetz Wandalen gelebt. Eine spätere Wendensiedlung am nördlich gelegenen Potsberg hatte wohl acht Feuerstellen. Hier hat das spätere Dorf Brandenhagen gestanden, das im Dreißigjährigen Krieg zerstört wurde.
Im Jahre 1262 schenkte der Camminer Bischof Hermann Graf von Gleichen 40 Hufen bei Poretz dem Kloster Buckow in See Buckow (heute polnisch: Bukowo Morskie). 1275 bestätigen die Herzöge Wizlaw II. von Rügen und Mestwin II. von Pomerellen diesen Klosterbesitz. Seither ist Preetz eines der Abteidörfer.
Peter von Neuenburg schlichtet 1324 einen Streit zwischen See Buckow (Bukowo Morskie) und Rügenwalde (Darłowo) wegen der Grenzziehung zwischen Preetz und Zerawe, einem wüst gewordenen Dorf zwischen Suckow (Żukowo Morskie) und Rußhagen (Rusko). Als das Dorf 1535 zum Rügenwalder Amt kommt, hatte es 1 dienstfreien Schulzenhof, 11 Bauernhöfe, 4 Straßenkossäten, 5 Büdner und eine Hirtenkate.
In den folgenden Jahrhunderten entwickelte sich Preetz zu einem wohlhabenden Dorf. 1784 gab es in Preetz 12 Bauern einschließlich des dienstfreien Schulzen,  4 Straßenkossäten mit dem Schmied, 5 Büdner, eine Hirtenkate und 22 Feuerstellen.  Zur Gemeinde gehörte das Vorwerk – die spätere Domäne – Petershagen (Pęciszewko). Ackerbau und Viehhaltung bestimmten den Arbeitstag der Bevölkerung, aber auch die Fischerei, die in der Grabow sehr erfolgreich betrieben wurde.
Bis 1945 gehörte Preetz zum Landkreis Schlawe i. Pom. im Regierungsbezirk Köslin der Provinz Pommern.
Gegen Ende des Zweiten Weltkriegs  durchfuhren am  6. März 1945 erste sowjetische Panzer das Dorf. Einen Tag vorher waren viele Dorfbewohner in Richtung Rügenwalde geflüchtet, wurden jedoch bei Zizow (Cisowo) und Kopahn (Kopań)  von der Roten Armee überrollt. In den nächsten Tagen rollten pausenlos Truppen durch den Ort in Richtung Danzig. Auf einem Acker wurde ein Feldflughafen angelegt, dessen Aufbauarbeiten die Preetzer Bevölkerung leisten musste. Am 21. März 1945 wurden die deutschen Einwohner evakuiert, wenige Wochen später aber wieder zurückgebracht. Sie hatten landwirtschaftliche Arbeiten zu verrichten.
Nachdem der Ort – wie ganz Hinterpommern –  nach Kriegsende unter polnische Verwaltung gestellt worden war, übernahmen 1947 Polen den Ort vollständig, und die deutschen Einwohner wurden aufgrund der Bierut-Dekrete vertrieben. Der deutsche Ort Preetz erhielt den polnischen Namen Porzecze und gehört heute zur Landgemeinde Darłowo im Powiat Sławieński.

## Kirche
Die Einwohner von Preetz waren vor 1945 zu 99 % evangelischer Konfession. Sie gehörten zum Kirchdorf Petershagen im gleichnamigen Kirchspiel, das 1939 insgesamt 1863 Gemeindeglieder zählte. Es lag im Kirchenkreis Rügenwalde der Kirchenprovinz Pommern in der Evangelischen Kirche der Altpreußischen Union. Letzter deutscher Geistlicher war Pfarrer Franz Schroeder.
Heute werden die evangelischen Einwohner von Porzecze vom Pfarramt in Koszalin (Köslin) betreut. Es gehört zur Diözese Pommern-Großpolen in der Evangelisch-Augsburgischen Kirche in Polen.

## Schule
Bis zum Bau eines Schulgebäudes in Preetz fand der Unterricht in den Wohnstuben der Bauern statt. 1939 besuchten hier 50 Kinder aus Preetz und Petershagen die Schule, die um die Wende zum 20. Jahrhundert ein neues Gebäude erhielt.

## Verkehr
Eine Nebenstraße führt durch das Dorf. Sie kommt von Darłowo und verzweigt sich hinter Jeżyczki (Neuenhagen Abtei) in Richtung Bielkowo (Beelkow) an der Woiwodschaftsstraße 203 bzw. in Richtung Malechowo (Malchow) an der Landesstraße 6 (= Europastraße 28). Die nächste Bahnstation ist Darłowo.

## Persönlichkeit des Ortes
- Karl Friedrich Schulz (1837–1918), Heimatdichter und Chronist des täglichen Lebens